# For Life (série télévisée)
Pour les articles homonymes, voir For Life.
For Life ou À tout jamais au Québec, est une série télévisée dramatique américaine de type juridique en 23 épisodes de 42 minutes, créée par Hank Steinberg, et diffusée entre le 11 février 2020 et le 24 février 2021 sur le réseau ABC et en simultané sur le réseau CTV au Canada.
En France, la série est diffusée à partir du 3 janvier 2021 sur Série Club puis en clair à partir du 4 mai 2021 sur TF1 et au Québec depuis le 7 janvier 2021 sur Vrak. Elle reste inédite dans les autres pays francophones.

## Synopsis
La série est inspirée de l'histoire vraie d'Isaac Wright Jr., qui a été emprisonné pour un crime qu'il n'a pas commis. Pendant son incarcération, il est devenu avocat, a aidé à annuler des condamnations illégitimes de vingt de ses codétenus, avant de finalement prouver son innocence.

## Distribution

### Acteurs principaux
- Nicholas Pinnock (VF : Daniel Njo Lobé) : Aaron Wallace
- Indira Varma (VF : Véronique Augereau) : Safiya Masry
- Joy Bryant (VF : Ingrid Donnadieu) : Marie Wallace, la femme d'Aaron
- Dorian Crossmond Missick (en) (VF : Franck Sportis) : Jamal Bishop, l'ami d'Aaron en prison
- Tyla Harris (VF : Joséphine Ropion) : Jasmine Wallace, fille adolescente d'Aaron
- Timothy Busfield (VF : Philippe Vincent) : Henry Roswell, ancien sénateur de l'État de New York
- John Doman (VF : Patrick Messe) : Alan Burke (récurrent saison 1, principal saison 2), l'avocat général de l'État de New York
- Boris McGiver (VF : Renaud Marx) : Glen Maskins (saison 1, invité saison 2), le procureur
- Glenn Fleshler (en) (VF : Bruno Magne) : Frank Foster (saison 1), un gardien de prison
- Mary Stuart Masterson (VF : Micky Sébastian) : Anya Harrison (saison 1), la femme de Safiya

### Acteurs récurrents
- Brandon J. Dirden (en) (VF : Serge Faliu) : Darius Johnson, ami d'Aaron avant la prison
- Erik Jensen (en) (VF : Vincent Ropion) : Dez O'Reilly
- Sean Ringgold (VF : Nicolas Justamon) : Huey Cornell (11 ép.)
- Curtis « 50 Cent » Jackson (VF : Raphaël Cohen) : Cassius Dawkins, un dangereux criminel
- Peter Greene (VF : Patrice Baudrier) : Wild Bill Miller
- Felonious Munk (en) (VF : Julien Meunier) : Hassan Nawaz
- Joseph Siravo (en) (VF : Hervé Jolly) : Jerry McCormack
- Matt Dellapina (VF : Loïc Guingand) : Tom Hansen
- Toney Goins (VF : Simon Koukissa-Barney) : Ronnie Baxter
- Sean Boyce Johnson (VF : Baptiste Marc) : Scotty Williams
- Hassan Johnson (en) (VF : Guillaume Desmarchelier) : Bobby Latimer (8 ép.)
- Brandon Morris (VF : Antoine Tomé) : Lassiter (8 ép.)
- Jace Bently : Marcel Josiah, fils d'Andy et Elaine (saison 2)
- Royce Johnson : Andy Josiah, père de Marcel (saison 2)
- Amina Robinson : Elaine Josiah, mère de Marcel (saison 2)

 Source et légende : version française (VF) sur RS Doublage et Doublage Séries Database

## Production
En juin 2020, la série a été renouvelée pour une deuxième saison.
En décembre 2020, Isaac Wright Jr. annonce qu'il se présentera à l'élection pour devenir maire de New York en tant que démocrate.
Le rappeur 50 Cent s'implique dans la production de la série et déclare dans un tweet à propos de Isaac Wright Jr. : « Il est vraiment authentique. Nous avons besoin de gens comme lui. ».
Le 14 mai 2021, ABC annule la série.

## Épisodes

### Première saison (2020)
1. Seul contre tous (Pilot)
2. Promesses (Promises)
3. Renouer les liens (Brother's Keeper)
4. La vie continue… (Marie)
5. Subornation de témoin (Witness)
6. Donnant-donnant (Burner)
7. Contre toute attente (Do Us Part)
8. L'Avocat du diable (Daylight)
9. Démonstration de force (Buried)
10. Du début à la fin (Character and Fitness)
11. Entre deux feux (Switzerland)
12. Ordres et contre-ordres (Closing Statement)
13. Dire la vérité (Fathers)

### Deuxième saison (2020-2021)
La diffusion a débuté le 18 novembre 2020. Dès le sixième épisode, les histoires se situent au printemps 2020, au début de la pandémie de Covid-19 aux États-Unis.
1. Ne pas baisser les bras (Never Stop Fighting)
2. Liberté au conditionnel (Homecoming)
3. Choisir son camp (The Necessity Defense)
4. Écoute ta colère (Time to Move Forward)
5. Abus de pouvoir (Collars for Dollars)
6. Derrière les murs (354)
7. La Dure réalité (Say His Name)
8. Faites-moi confiance (For the People)
9. Intimidations (The Blue Wall)
10. Le Défenseur du peuple (Andy Josiah)